# كريستيان ريمي ريتشارد
كريستيان ريمي ريتشارد (بالفرنسية: Christian Rémi Richard)‏ هو دبلوماسي وسياسي مدغشقري، ولد في 1941. انتخب وزير الخارجية ‏ (1977 – 1983).